# Pixley, Kalifornien
Pixley är en ort i Tulare County i delstaten Kalifornien, USA.